# Fonderia Oretea
La Fonderia Oretea è stata uno stabilimento industriale metallurgico di Palermo, nel Regno delle Due Sicilie, fondato nel 1840 dall'imprenditore ed armatore palermitano Vincenzo Florio e destinato una funzione complementare rispetto alle attività del fondatore nel campo della navigazione marittima. 

## Storia

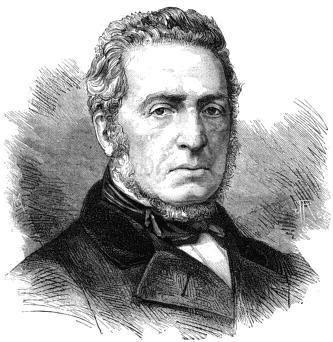
Vincenzo Florio

Nel settembre 1840 i fratelli Sgroi costituirono a Palermo, nelle vicinanze del fiume Oreto, la "Società Oretea per la fusione d'opere di ferro e bronzo", il cui impianto fu immediatamente fornito di una motrice a vapore, destinata ad azionare torni e piallatrici meccaniche. In questa prima installazione Vincenzo Florio svolgeva la funzione di cassiere e componente del consiglio d'amministrazione. In seguito al trasferimento dei fratelli Sgroi a Napoli, Florio rilevò la società con la collaborazione di alcuni soci il 12 dicembre del 1841.
Con il passaggio a Florio, la fonderia Oretea fu destinata ad affiancarsi complementarmente alle attività armatoriali, fornendo ad esse caldaie, pompe ed altre attrezzature utili allo svolgimento della navigazione a vapore. La nascita della Oretea segna l'inizio dell'espansione della metallurgia siciliana dalla dimensione dei piccoli opifici a quella di impianti industriali di dimensioni apprezzabili.
Nel 1844 la sede originaria fu abbandonata in favore di una più grande, che fu realizzata acquistando ed adattando una serie di terreni e corpi di fabbrica posti tra le attuali vie Fonderia Oretea e via Onorato. Grazie alla capace direzione di Antonio Michelini, la Oretea presentò all'Esposizione Nazionale di Palermo una pressa idraulica da 212 atmosfere, derivata da un modello inglese. Alla successiva Esposizione di due anni dopo, fu possibile presentare la prima macchina a vapore di costruzione interamente siciliana, della potenza di otto cavalli; ed una seconda capace di azionare tutti i macchinari dello stabilimento, ad una mostra industriale tenutasi nel 1846. Dopo tale data, la Oretea continuò ad espandere le proprie attività, tanto che nel 1859 Florio fu costretto ad abbandonare le attività legate alla pesca del tonno, per potersi concentrare sull'amministrazione della fonderia e della Società dei battelli a vapore che andava costruendo.